# Кубок Данії з футболу 2004—2005
Кубок Данії з футболу 2004–2005 — 51-й розіграш кубкового футбольного турніру в Данії. Титул вп'яте здобув Брондбю.

## Календар
| Раунд           | Дата                               | Матчі | Клуби   |
| --------------- | ---------------------------------- | ----- | ------- |
| Перший раунд    | 24-28 липня 2004                   | 32    | 92 → 60 |
| Другий раунд    | 10-11 серпня 2004                  | 20    | 60 → 40 |
| Третій раунд    | 1-22 вересня 2004                  | 14    | 40 → 26 |
| Четвертий раунд | 28-29 вересня 2004                 | 10    | 26 → 16 |
| 1/8 фіналу      | 27 жовтня 2004                     | 8     | 16 → 8  |
| 1/4 фіналу      | 10 листопада 2004 - 6 березня 2005 | 4     | 8 → 4   |
| 1/2 фіналу      | 6/20 квітня 2005                   | 4     | 4 → 2   |
| Фінал           | 5 травня 2005                      | 1     | 2 → 1   |

## 1/8 фіналу
| Команда 1         | Рахунок | Команда 2      |
| ----------------- | ------- | -------------- |
| 27 жовтня 2004    |         |                |
| Елстюкке (2)      | 3:1     | Сеннер'юск (2) |
| Горсенс (2)       | 2:1     | Ольборг        |
| Кеге (2)          | 1:2     | Орхус          |
| Фремад Амагер (2) | 3:2     | Норшелланн     |
| Фрем (2)          | 0:2     | Скйолд (2)     |
| Копенгаген        | 2:1     | Оденсе         |
| Герфельге         | 1:4     | Мідтьюлланн    |
| Есб'єрг           | 0:1     | Брондбю        |

## 1/4 фіналу
| Команда 1         | Рахунок | Команда 2   |
| ----------------- | ------- | ----------- |
| 10 листопада 2004 |         |             |
| Елстюкке (2)      | 0:3     | Мідтьюлланн |
| Горсенс (2)       | 3:1 дч  | Орхус       |
| 6 березня 2005    |         |             |
| Фремад Амагер (2) | 1:3     | Копенгаген  |
| Скйолд (2)        | 0:2     | Брондбю     |

## 1/2 фіналу
| Команда 1        | Заг. | Команда 2   | 1-й матч | 2-й матч |
| ---------------- | ---- | ----------- | -------- | -------- |
| 6/20 квітня 2005 |      |             |          |          |
| Брондбю          | 3:2  | Копенгаген  | 1:0      | 2:2      |
| Горсенс (2)      | 0:5  | Мідтьюлланн | 0:4      | 0:1      |

## Фінал
| 5 травня 2005 |

| Брондбю                             | 3:2 дч   | Мідтьюлланн            |
| ----------------------------------- | -------- | ---------------------- |
| Скоубо 41' Даугаард 76' Баггер 111' | Протокол | Гансен 47' Пімпонг 60' |

| Паркен, Копенгаген Глядачів: 34 026 Арбітр: Кнуд Ерік Фіскер |